# Linzeux
Linzeux ist eine französische Gemeinde mit 172 Einwohnern (Stand 1. Januar 2022) im Département Pas-de-Calais in der Region Hauts-de-France. Sie gehört zum Arrondissement Arras, zum Kanton Saint-Pol-sur-Ternoise und zum Gemeindeverband Ternois.

## Lage
Die Gemeinde Linzeux liegt im Artois auf einem waldarmen POlateau zwischen den Flusstälern von Canche und Ternoise, 34 Kilometer westlich von Arras. Nachbargemeinden von Linzeux sind Œuf-en-Ternois im Norden, Guinecourt im Osten, Blangerval-Blangermont im Südosten, Fillièvres im Südwesten sowie Willeman im 'Nordwesten.

## Bevölkerungsentwicklung
| Jahr                       | 1962 | 1968 | 1975 | 1982 | 1990 | 1999 | 2006 | 2015 | 2022 |
| -------------------------- | ---- | ---- | ---- | ---- | ---- | ---- | ---- | ---- | ---- |
| Einwohner                  | 223  | 193  | 177  | 157  | 150  | 148  | 149  | 158  | 172  |
| Quellen: Cassini und INSEE |      |      |      |      |      |      |      |      |      |

## Sehenswürdigkeiten

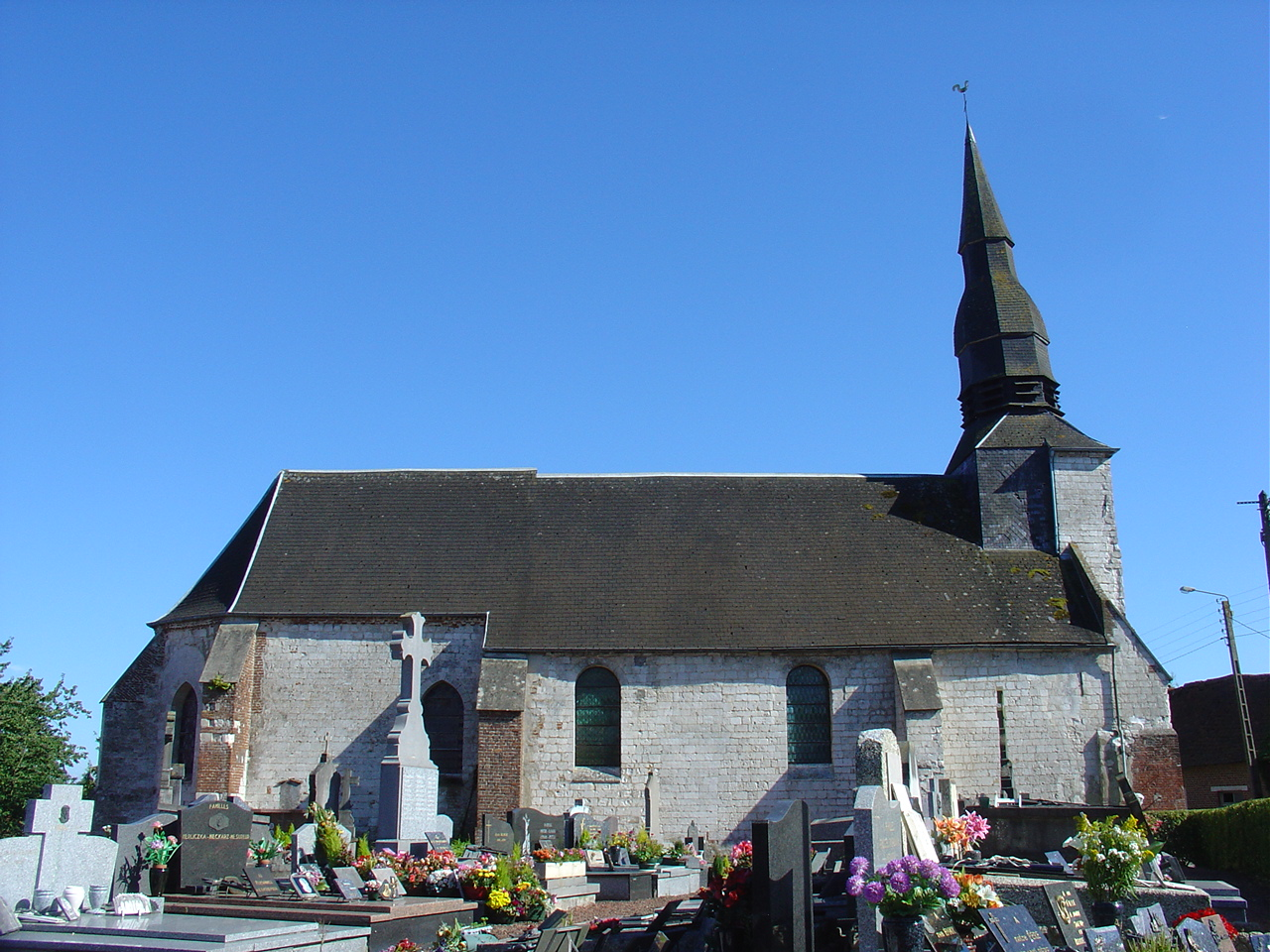
Kirche Notre-Dame

- Kirche Notre-Dame